# Zéthrène
Le zéthrène est un hydrocarbure aromatique polycyclique de formule C24H14. Il consiste structurellement en la fusion de deux unités phénalène. En vertu de la règle de Clar, les deux unités naphtalène terminales sont pleinement aromatiques tandis que les deux cycles qui les relient portent deux liaisons π et ne sont donc pas aromatiques.
Le zéthrène, qui présente une couleur rouge foncé, est instable à l'air et à la lumière.